# Grace Mugabe
Grace Mugabe (ur. 23 lipca 1965 w Benoni) – zimbabweńska polityk, wdowa po Robercie Mugabem, którego żoną była od 1996 roku, w latach 1996–2017 pierwsza dama Zimbabwe.

## Życiorys
Grace Mugabe urodziła się 23 lipca 1965 w Benoni, jej panieńskie nazwisko to Marufu. W młodości była sekretarką w biurze protokolarnym prezydenta. W drugiej połowie lat 80. związała się z Robertem Mugabem i doczekała się z nim dwójki dzieci. W 1996 roku, cztery lata po śmierci żony prezydenta, wzięła z nim ślub (po rozwodzie z mężem). Przez pierwsze dwie dekady małżeństwa z Mugabem nie zajmowała się polityką, znana była z wystawnego trybu życia. 
W październiku 2014 roku, kilka miesięcy po zapisaniu się na studia doktoranckie na Uniwersytecie Zimbabwe, obroniła pracę doktorską poświęconą sierocińcom. W tym samym roku weszła do zimbabweńskiej polityki, zostając w grudniu przewodniczącą Ligi Kobiet ZANU-PF i członkinią biura politycznego ZANU-PF. Przyczyniła się także do odsunięcia od władzy wiceprezydent Joyce Mujuru, oskarżonej potem o spisek przeciw władzy.
Łącznie ma troje dzieci z Mugabem i jedno dziecko z pierwszego małżeństwa.